# Tebero
Tebero ist ein Ort im nördlichen Teil des zum Staat Kiribati gehörenden pazifischen Archipels der Gilbertinseln nahe dem Äquator. 2020 wurden 259 Einwohner gezählt.

## Geographie
Der Ort liegt an der Südostküste des Atolls Abaiang zwischen Taburao im Nordwesten und Tabwiroa im Südosten. Im Ort gibt es ein lokales traditionelles Versammlungshaus (Tebero Maneaba).

## Klima
Das Klima ist tropisch heiß, wird jedoch von ständig wehenden Winden gemäßigt. Ebenso wie die anderen Orte der Gilbertinseln wird Tebero gelegentlich von Zyklonen heimgesucht.